# Pablo Amargo
Pablo Amargo (Oviedo, Asturias, 1971) es un ilustrador español. Ha colaborado en prensa y publicaciones periódicas (The New York Times, El País Semanal, The New Yorker, La Vanguardia, Jot Down), así como en la realización de cubiertas, carteles y comunicación y, muy especialmente, en la ilustración de libros habiendo publicado en distintas editoriales tanto nacionales como internacionales (Bárbara Fiore Editora, Media Vaca, Anaya, Ediciones SM, La Joie de Lire (Suiza)).
Ha sido reconocido con importantes premios de Ilustración a lo largo de su carrera profesional, entre otros el  Premio Nacional de Ilustración 2004 (concedido por el Ministerio de Cultura),  Premio Lazarillo de ilustración en 1999,  Premio Motiva de Ilustración, Medalla de Oro 2017 por la "New York Society of Illustrators",  Gold European Design Awards 2012, entre otros.

## Obra
La bola infinita. Premio Motiva de ilustración (2000).
No todas las vacas son iguales. Premio Lazarillo de ilustración (1999). Seleccionado por el Instituto Perrault (París) dentro de los mejores libros ilustrados europeos (2000). Primer Premio Banco del libro de Venezuela (2003).
Su libro Casualidad junto con Pepe Monteserín ha recibido prestigioso CJ Picture Book Awards (Corea, 2011) y el Gold European Design Awards 2012 (Helsinki 2012), el Laus Bronze (España 2012) el Premio Motiva al mejor libro ilustrado (España 2012)  y el Premio Junceda Iberia (Barcelona 2012).
Su libro Cats are paradoxes ha recibido la GOLD MEDAL 2017 por la "New York Society of Illustrators", uno de los premios más prestigiosos en EE. UU. y el LAUS ORO otorgado por la ADG-FAD. Este libro también ha recibido el Award of Excellence 2017 (Communications Arts Awards Estados Unidos), SILVER Award 2018 (Art Directors Club of Europe 2018), entre otros reconocimientos.
Una forma de decirlo. Premio "Silver medal, de la New York society of illustrators (2022). Premio "Silver european design" (Luxemburgo, 2023).

## Reconocimientos
Premio Lazarillo de ilustración en 1999,  Premio Motiva de Ilustración  2000, 2004, 2005 y 2010. 
En 2005 es seleccionado para participar en la exposición "Ilustrísimos", organizada por el Ministerio de Cultura,  para representar a España como país invitado en la Feria Internacional de Bolonia. También ha sido seleccionado en  el 2003 y 2009 en  la Feria del Libro de Bolonia y en el 2003, 2005 , 2007 y 2011 para  "Ilustrarte",  Bienal de Ilustración de Portugal, así como en la New York Society of Illustrators desde en todas las ediciones desde 2013 hasta 2020.
Premio del Banco del libro de Venezuela 2003, una de las Golden Plaque en la Bienal de Ilustración de Bratislava. En Estados Unidos ha recibido numerosos premios como las dos Silver Medal from the Society of Newspaper Designer's Awards en EE. UU. para The Boston Globe en 2015, así como "Award of Excellence Illustration Annual" otorgado por Communication Arts en EE. UU. en el año 2013, 2014, 2016 y 2019. De igual modo recibió en el año 2016 y 2019 la SILVER MEDAL por sus ilustraciones en The New Yorker en los premios de New York Society of Illustrators.
Recibió el Premio Gráfica 2016 como reconocimiento a la contribución que Pablo Amargo a la cultura visual. El Jurado otorgó el  Premio GRÁFFICA 2016 a Pablo Amargo "por ser un ilustrador que antepone la inteligencia gráfica a los fuegos artificiales, que bebe de referencias sin depredarlas, que construye significados mimando la forma. Es por tanto un ilustrador raro en los tiempos que corren y que a la vez es capaz de abrirse paso entre la banalidad de la tendencia y la de los propios imitadores que empiezan a ser legión. Sin él es difícil entender qué ocurre en la ilustración gráfica actual".